# Coelopencyrtus claviger
Coelopencyrtus claviger är en stekelart som beskrevs av Xu och He 1999. Coelopencyrtus claviger ingår i släktet Coelopencyrtus och familjen sköldlussteklar. Inga underarter finns listade i Catalogue of Life.